# Robin Turton
Robert Hugh Turton (8 août 1903 - 17 janvier 1994) est un homme politique du parti conservateur britannique.

## Biographie
Fils du major RB Turton de Kildale Hall, à Kildale, dans le North Yorkshire, Turton fait ses études au Collège d'Eton et à Balliol College à Oxford. Il est appelé à la barre par l'Inner Temple en 1926.
Il rejoint le 4e Bataillon des Green Howards lors du déclenchement de la Seconde Guerre mondiale et est Adjudant-général de la 50e division (N), AAG GHQ MEF. Il reçoit la Croix militaire en 1942.

## Carrière parlementaire
Lors des élections générales de 1929, il est élu député de Thirsk et Malton, poste qu’il occupe de manière continue jusqu’à sa retraite de la Chambre des communes lors des élections générales de février 1974. Il est Doyen de la Chambre de 1965 à 1974. Il attribue son élection comme député à l'âge de 25 ans à la mort de son prédécesseur et parent, sir Edmund Turton, 1er baronnet trois semaines avant le scrutin. L'association conservatrice locale ne voulait pas gaspiller ses affiches "Votez pour Turton" .
Il occupe le poste de secrétaire ministériel du ministre des Assurances nationales de 1951 à 1953, de secrétaire parlementaire du ministre des Pensions et des Assurances nationales de 1953 à 1954 et de sous-secrétaire d'État parlementaire aux Affaires étrangères d'octobre 1954 à décembre 1955. De décembre 1955 à janvier 1957, il est ministre de la Santé dans le ministère de Sir Anthony Eden, poste alors hors du Cabinet, mais de rang ministériel, et est nommé conseiller privé en 1955.
Au Parlement, il préside le Comité spécial de la procédure de 1970 à 1974. Il s’oppose à l’adhésion britannique à la CEE .

## Honneurs
Il est nommé Chevalier de l'Ordre de l'Empire britannique (KBE) lors de l'anniversaire de 1971 et le 9 mai 1974, il est nommé pair à vie en tant que baron Tranmire, d'Upsall, dans la North Riding of Yorkshire.
Il est nommé juge de paix en 1936 et lieutenant-adjoint de la North Riding of Yorkshire en 1962.